# نورث غاز
نورث غاز ((بالإنجليزية: Northgas) (بالروسية: Нортгаз)‏) هي شركة منتجة للغاز الطبيعي في روسيا. وهي مطور لحقل غاز North-Urengoy (Severo-Urengoyskoye) في منطقة أوكروغ يامالو-نينيتس . وفقًا لـ DeGolyer و MacNaughton، فإن الشركة تتحكم في إجمالي احتياطيات تبلغ 368 مليار متر مكعب من الغاز الطبيعي. وتحصل شركة غازبروم الروسية على جميع الغاز الذي تنتجه نورث غاز. 

## تاريخ
تأسست شركة نورث غاز في عام 1993 لتطوير حقل (North-Urengoy). كانت شركة غازبروم تسيطر على الشركة من خلال شركتها الفرعية Urengoygazprom، والتي تمتلك حصة 51٪ في شركة نورث غاز.  بينما كانت 44٪ من نورث غاز مملوكة لشركة بكتل إنرجي، في حين أن النسبة المتبقية وهي 5٪ تعود لشركة Tansley وهي شركة خارجية يملكها رجل الأعمال الروسي فرخاد أحمدوف. تم نقل ترخيص حقل (North-Urengoy) من شركة Urengoygazprom إلى شركة نورث غاز في عام 1994.  في عام 1996 ، باعت بكتل إنرجي حصتها إلى Farcot Group المملوكة لأحمدوف ، والتي استحوذت لاحقًا أيضًا على الحصة المملوكة لشركة Transley. في 1999-2001، استحوذ فرخاد أحمدوف بشكل كامل على شركة نورث غاز من خلال الصفقات الثلاثة للأسهم الإضافية والتوقيع على رأس المال الحالي. ثم تم نقل ملكيتها إلى شركة REDI القابضة.
في عام 2001 بدأت شركة نورث غاز إنتاج الغاز الطبيعي، ومع ذلك فبسبب الخلاف مع شركة غازبروم، كان وصول الغاز المنتج إلى نظام نقل الغاز في روسيا محدودًا وتم إلغاء ترخيص شركة نورث غاز لحقل (North-Urengoy). في عام 2005، تم حل النزاع من خلال استحواذ شركة غازبروم على حصة تبلغ 51٪ في شركة نورث غاز مجانًا.   لتمتلك غازبروم حصتها من خلال شركتها (Urengoygazprom). 
في عام 2008 نشأ نزاع جديد بين شركة فرخاد أحمدوف (REDI القابضة) وشركة غازبروم حول سعر الغاز والوصول إلى نظام نقل الغاز الروسي. 
في يناير 2011، أعلنت شركة إنتاج الطاقة الروسية Inter RAO أنها ستستحوذ على REDI القابضة التي تمتلك 49 ٪ في شركة نورث غاز مقابل 1.5 مليار دولار أمريكي، وقدمت Inter RAO عرضًا مشابهًا لشركة غازبروم للحصول على سيطرة كاملة على الشركة. 
في عام 2021 ، احتلت شركة نورث غاز المرتبة 77 في مؤشر المسؤولية البيئية في القطب الشمالي (AERI) الذي يغطي نشاطات 120 شركة للنفط والغاز والتعدين تشارك في استخراج الموارد شمال الدائرة القطبية الشمالية. 

## روابط خارجية
- الموقع الرسمي